# Телема

Унікурсальна гексаграма є одним із загальних символів Телеми

Теле́ма (від грец. θέλημα, воля) — філософська й релігійна течія, розвинена британським окультистом і письменником Алістером Кроулі. Ґрунтуючися на містичному досвіді, що він отримав у Єгипті в 1904 році, Алістер Кроулі вірив, що є пророком нової ери, «Еону Го́ра». Згідно з його звітом, імовірно нематеріальна істота, що представилась як Айвасс, контактувала з ним і продиктувала йому текст, відомий як Книга Закону або Liber AL vel Legis, який є центральним Святим Письмом Телеми.
Пантеон Телеми складається з множинного числа божеств, зосереджуючися переважно на певній трійці божеств, запозичених із пантеону Стародавнього Єгипту, які є трьома ораторами Книги Закону: Нуїт, Хадіт і Ра-Хор-Хут. Це віросповідання слідує ідеї, що XX сторіччя позначило початок «Еону Го́ра», чиїм єдиним етичним кодексом є «„Роби, що волієш“ та буде цілим усього закону». Це твердження вказує, що людині необхідно знайти і слідувати своїй Істинній Волі, аніж своїм тваринним бажанням. Ця релігія також наголошує на ритуальній практиці магії та містицизму.
Слово «Телема» є українською транслітерацією грецького іменника θέλημα — «воля». Поки Кроулі розвивав Телему, заснувавши організацію A∴A∴ для розповсюдження цього вчення, він писав широко на тему, створивши те, що в сукупності відоме як Священні книги Телеми. Він також увів у Телему ідеї з окультизму, йоги та західного й східного містицизму, особливо з Кабали.

## Історія
Слово θέλημα (телема) нечасто зустрічається в класичній грецькій мові, у якій воно «означає збудливу волю: бажання, іноді навіть сексуальне», проте воно не є рідкісним у Септуагінті. Ранньохристиянські писання часто використовували це слово, говорячи про людську волю і навіть волю Диявола, але зазвичай воно використовується щодо Божою волі. Один із відомих прикладів знаходиться в молитві «Отче наш», яку в оригіналі було написано грецькою (Євангеліє від Матвія 6:10): «Нехай прийде Царство Твоє, нехай буде воля Твоя, як на небі, так і на землі.» Святий Августин Аврелій, у його проповіді про 8-ий розділ першого послання Івана, дав схожий наказ: «Люби, і твори, єже зволиш» (Dilige et quod vis fac).
У Ренесансі персонаж на ім'я «Thelemia» (Телемія) персоніфікує волю й бажання в романі домініканського монаха Франческо Колонни Hypnerotomachia Poliphili. Протагоніст, Poliphilo має двох алегоричних провідників: Logistica (резон) і Thelemia (воля або бажання). Коли доводиться вибирати, він вибирає виповнення своєї сексуальної волі над логікою. Роботи Франческо Колонни мали великий вплив на францисканського ченця Франсуа Рабле. У XIX столітті Франсуа Рабле використав французьке слово «Thélème» як назву вигаданого абатства у своєму романі «Ґарґантюа і Пантаґрюель». Єдине правило абатства Thélème було «fay çe que vouldras» («Fais ce que tu veux» або «Роби, що волієш»). У середині XVIII століття сер Френсіс Дешвуд вписав це прислів'я на дверях свого абатства в Медменгамі,, де воно служило девізом «Клубу пекельного полум'я» («Hellfire Club»). Реблезіанське абатство Телеми згадується пізнішими письменниками сером Волтером Безантом і Джеймсом Райсом у їхньому романі Ченці Телеми (1878), Ч. Р. Ешбі в його утопічному романі Будування Телеми (1910).

## Алістер Кроулі
Алістер Кроулі (1875—1947) був англійським письменником і окультистом. Кроулі стверджував, що в 1904 році йому було диктовано Книгу Закону, яка служить основою філософії Телеми.

## Телема нині

### Різноманітність телемської думки
Серцевиною телемської думки є «Роби, що волієш», але поза цим існує дуже широкий діапазон тлумачення Телеми. Сучасна Телема є синкретичною філософією й релігією, і багато телемитів намагаються уникати сильно догматичного або фундаменталістського мислення. Алістер Кроулі сам поставив міцний наголос на унікальну природу Волі, притаманної кожному індивідууму, кажучи, що він «не бажає бути батьком стадові овець». Тому сучасні телемити можуть практикувати більше, ніж одну релігію. Багато прихильників Телеми, на відміну від Кроулі, визнають кореляції між Телемою й іншими системами духовної думки. Більшість із них вільно запозичують від методів і практик інших традицій. Наприклад, Нуіт і Хадіт відповідають Дао і Де в Даосизмі, Шиві й Шакті в індуській тантрі, Шуньяті й Бодгічітті в буддизмі, Ейн Соф і Кетер у кабалі.
Є такі телемити, що визнають Книгу Закону в певному розумінні, але не визнають решту його «натхненних» писань або вчень. Деякі беруть тільки певні аспекти його загальної системи, такі як його магічні методи, етику, містицизм або релігійні ідеї, ігноруючи решту. Інші індивідууми, називаючі себе телемитами, вважають кроуліанську систему тільки одним із можливих проявів Телеми, створюючи оригінальні системи; наприклад, Нема і Кеннет Ґрант.

### Телема в Україні
Перших українських телемитів було посвячено в Орден Східних тамплієрів у 2004 році. 1 травня 2007 року, на підставі хартії, виданої Верховною Радою Ordo Templi Orientis, у Києві було відкрито перше відділення Ордену — Табір «Парсіфаль». Наразі члени українського О. Т. О. працюють у шістьох містах: у Києві, Харкові, Львові, Запоріжжі, Верхньодніпровську й Умані. У вересні 2010 року було відкрито друге відділення Ордену в Україні — Харківський Табір «Серапіс».